# XXX legislatura del Regno d'Italia

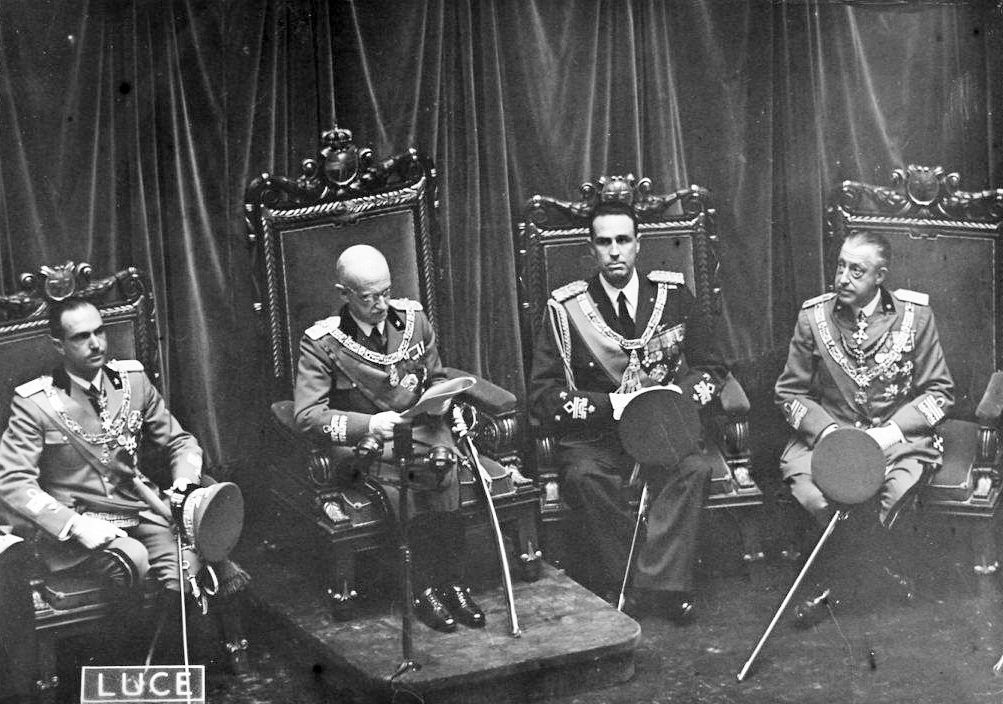
Vittorio Emanuele III inaugura la Camera dei Fasci e delle Corporazioni

La XXX legislatura del Regno d'Italia ebbe inizio il 23 marzo 1939 e si concluse il 5 agosto 1943. Fu l'ultima legislatura del Regno. Seguì il periodo denominato transizione costituzionale.

## Cronologia
Il 2 marzo 1939 fu sciolta la Camera dei deputati e contemporaneamente furono convocati per il 23 marzo il Senato e la Camera dei fasci e delle corporazioni.
La legislatura, aperta il 23 marzo 1939, fu dichiarata chiusa il 2 agosto 1943, con Regio decreto legge n. 705 entrato in vigore il 5 agosto 1943.
Visto l’Art. 18 della legge 19 gennaio 1939, n. 129; Ritenuto lo stato di necessità derivato da causa di guerra; Sentito il Consiglio dei Ministri; Sulla proposta del capo del Governo Primo Ministro segretario di Stato;
abbiamo decretato e decretiamo:
La XXX legislatura è chiusa. La Camera dei Fasci e delle corporazioni è sciolta. Sarà provveduto nel termine di quattro mesi dalla cessazione dell’attuale stato di guerra, alla elezione di una nuova Camera dei deputati e alla conseguente convocazione ed inizio della nuova legislatura.
Il presente decreto, che entra in vigore il giorno della sua pubblicazione nella Gazzetta Ufficiale del Regno, sarà presentato alle assemblee legislative per la conversione in legge.
Il Capo del Governo Primo Ministro Segretario di Stato, è autorizzato alla presentazione del relativo disegno di legge.»
(Regio Decreto Legge 2 agosto 1943 n. 705, pubblicato in Gazzetta Ufficiale del Regno d'Italia, n. 180, 5 agosto 1943)
Solo il 5 aprile 1945 fu istituita la Consulta nazionale, un'assemblea legislativa provvisoria, non elettiva.

## Governi
Governi formati dai diversi Presidenti del Consiglio dei ministri su incarico reale (anche per il periodo successivo al termine della legislatura).
1. Governo Mussolini (23 marzo 1939 - 25 luglio 1943), Capo del Governo, Primo Ministro e Segretario di Stato Benito Mussolini (PNF)
  - Composizione del governo: PNF
2. Governo Badoglio I (25 luglio 1943 - 17 aprile 1944), Capo del Governo, Primo Ministro e Segretario di Stato Pietro Badoglio (militare)
  - Composizione del governo: Governo tecnico-militare
3. Governo Badoglio II (22 aprile 1944 - 8 giugno 1944), Capo del Governo, Primo Ministro e Segretario di Stato Pietro Badoglio (militare)
  - Composizione del governo: DC, PCI, PSIUP, PLI, PdA, PDL, militari, indipendenti
4. Governo Bonomi II (18 giugno 1944 - 12 dicembre 1944), Presidente del Consiglio dei Ministri, Primo Ministro e Segretario di Stato Ivanoe Bonomi (PDL)
  - Composizione del governo: DC, PCI, PSIUP, PLI, PdA, PDL
5. Governo Bonomi III (12 dicembre 1944 - 21 giugno 1945), Presidente del Consiglio dei Ministri, Primo Ministro e Segretario di Stato Ivanoe Bonomi (PDL)
  - Composizione del governo: DC, PCI, PLI, PDL

## Parlamento

### Camera dei Fasci e delle Corporazioni
- Presidente
  - Costanzo Ciano, nominato il 23 marzo 1939, morto nella notte tra il 26 e il 27 giugno 1939[3]
  - Dino Grandi, nominato con regio decreto del 30 novembre 1939
- Vicepresidenti
  - Carlo Buttafochi, dal 15 aprile 1939 al 2 agosto 1943
  - Raffaele Paolucci, dal 15 aprile 1939 al 2 agosto 1943
  - Pietro De Francisci, dal 7 novembre 1939 al 2 agosto 1943
  - Ezio Maria Gray, dal 19 maggio 1941 al 25 luglio 1943

I deputati della Camera dei fasci e delle corporazioni in questa legislatura furono denominati Consiglieri nazionali e furono nominati in quanto membri del Gran consiglio del fascismo, del Consiglio Nazionale del Partito Nazionale Fascista e del Consiglio nazionale delle corporazioni. Cessarono dalla carica il 5 agosto 1943.
Nella legislatura la Camera tenne 27 sedute.
Sciolta la Camera dei Fasci e delle Corporazioni, il governo durante la transizione costituzionale affidò temporaneamente a Vittorio Emanuele Orlando le funzioni amministrative spettanti al presidente della Camera dei deputati dal 15 luglio 1944 al 25 settembre 1945, quando tenne la sua prima seduta la Consulta nazionale.

### Senato del Regno
- Presidente
  - Giacomo Suardo, nominato il 15 marzo 1939, dimissionario il 28 luglio 1943
  - Paolo Thaon di Revel, dal 2 agosto 1943 al 20 luglio 1944
  - Pietro Tomasi della Torretta, nominato il 20 luglio 1944 dal presidente del Consiglio Bonomi, fino al 25 giugno 1946.

Nella legislatura il Senato tenne 33 sedute.